# ヴィルヘルム・ミュラー

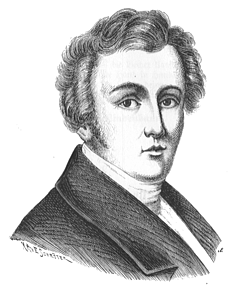
ヴィルヘルム・ミュラー

ヴィルヘルム・ミュラー（Johann Ludwig Wilhelm Müller、1794年10月7日 - 1827年10月1日）は、ドイツの詩人。シューベルトの歌曲集「美しき水車小屋の娘」と「冬の旅」のテキストの作者として知られている。

## 生い立ち
1794年、ドイツ東部アンハルトのデッサウの仕立屋の子に生まれ、そこで高校を終えて、1812年にベルリン大学へ進学した。ベルリンでは文学サロンで多くの詩人と知り合った。1813年には諸国民戦争の勃発に伴い志願してプロイセン軍に加入し各地を転戦した。1817年には学術調査団の一員としてギリシャやエジプトを訪問している。1819年に高校の古典教師として故郷デッサウに戻り、のちにその地の図書館長に指名された。1821年に結婚して2人の子どもを得たが、その一人が後に英国に渡って東洋学者となったマックス・ミュラーである。ヴィルヘルム・ミュラーは詩人、学者、出版社の編集長、宮廷顧問官などの多忙の中にあっても旅を愛し、公務と旅行の疲労から1827年の春に体を壊し、同年10月1日に心臓発作のため32歳で死去した。
ミュラーは1820年に「美しき水車小屋の娘」、1824年に「冬の旅」を連作詩として書き、それぞれ詩集におさめて出版したが、その詩集を読んで感銘を受けたフランツ・シューベルトが同名の連作歌曲集を作曲したことでミュラーの名は不朽のものとなった。ただ、ミュラーとシューベルトは同時代人でほぼ同じ時期に亡くなっているが、直接の接触は全く無かったという。

## 参考書籍
- 喜多尾道冬「シューベルト」朝日新聞社、1997年

| スタブアイコン | サブスタブ | この項目は、まだ閲覧者の調べものの参照としては役立たない、文人（小説家・詩人・歌人・俳人・作詞家・作家・放送作家・随筆家（コラムニスト）・文芸評論家）に関連した書きかけの項目です。この項目を加筆・訂正などしてくださる協力者を求めています（P:文学/PJ:作家）。 |